# Louis Frédéric Garnier

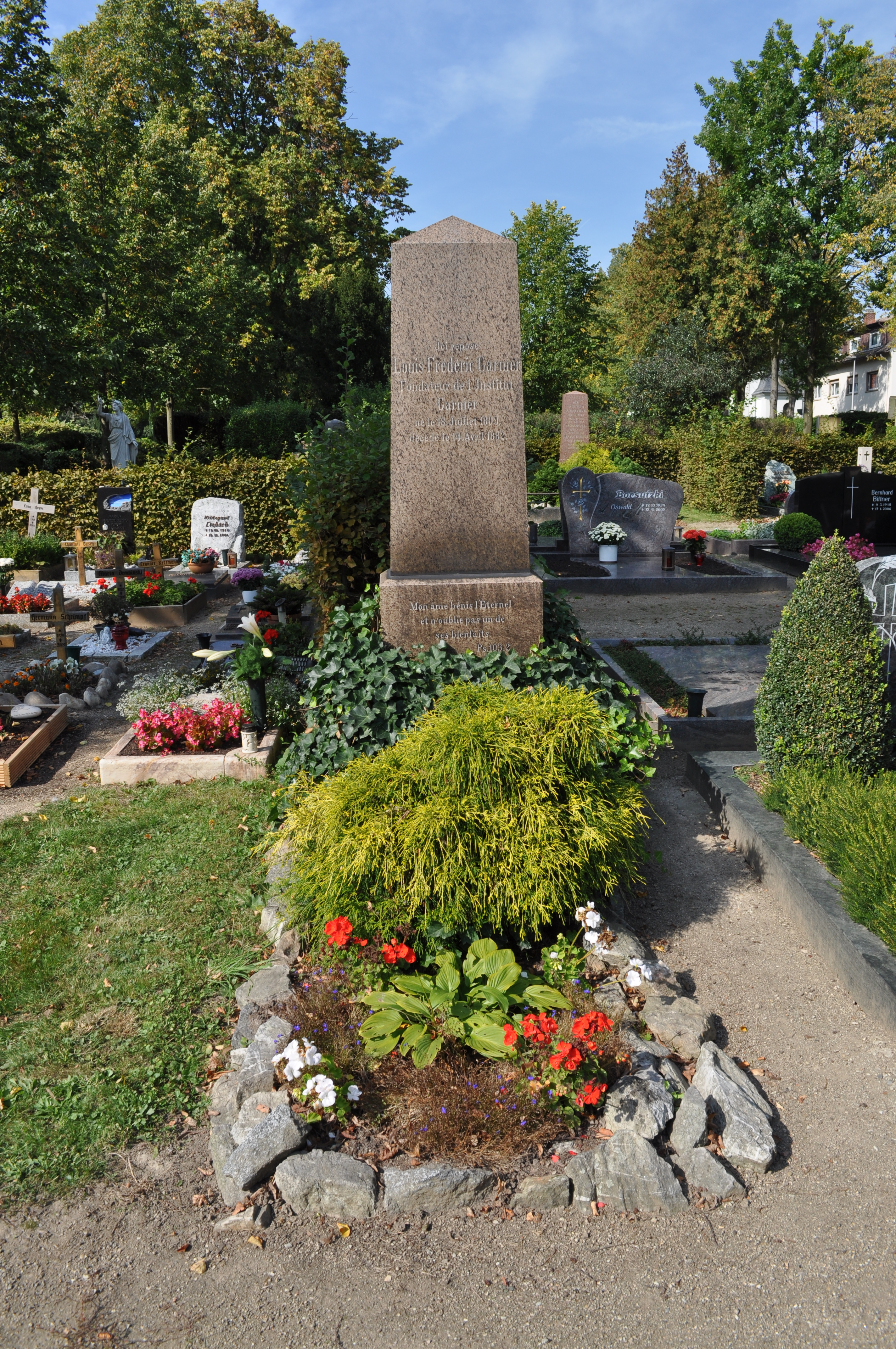
Grab von Louis Frédéric Garnier auf dem Friedhof von Friedrichsdorf

Louis Frédéric Garnier (* 18. Juli 1809; † 14. Januar 1882) war ein deutscher Lehrer und Gründer der Friedrichsdorfer Lehr- und Erziehungsanstalt Garnier.
Sein Vater war der Wollfabrikant Jean Jérémie Garnier. Als er wegen Asthma den väterlichen Beruf nicht ergreifen konnte, riet ihm ein Onkel, Kinder aufzunehmen und in französischer Sprache zu unterrichten. Folglich besuchte er das Lehrerseminar in Friedberg und studierte in Darmstadt und Paris. Nach seiner Heirat gründete er 1836 die Lehr- und Erziehungsanstalt in Friedrichsdorf, zunächst in der Neugasse (heute Bahnstraße 6), und nachdem es dort zu eng wurde in der Hauptstraße (heute Hugenottenstraße 107); dort befindet sich heute das Kulturdenkmal Institut Garnier. Er hatte rund einhundert Schüler, auch aus dem fernen Ausland. Er unterrichtete, entsprechend den Bedürfnissen von Kaufmannsfamilien, Englisch, Französisch, Mathematik und Buchführung. Das Schulgeld von 500 Gulden pro Semester entsprach dem Jahresgehalt eines Volksschullehrers. Zu seinen Schülern zählten Matheus Müller (MM-Sekt) und von 1844 bis 1848 Philipp Reis, der hier 1858 Lehrer wurde.
1861 übergab er die Leitung an seinen Schwiegersohn Karl Wilhelm Schenk. Später verkaufte er Schenk das Institut mit der Auflage, dass sein Sohn Léon Garnier es bei Bedarf erhalten sollte. Nach Schenks Tod im Jahr 1880 erhielt Léon mangels pädagogischer Ausbildung keine Konzession für die Führung eines Schulbetriebs und musste das Institut verkaufen. Nach dem Ersten Weltkrieg wurde daraus die Philipp-Reis-Schule.